# Channar Mine
Channar Mine är en gruva i Australien. Den ligger i kommunen Ashburton och delstaten Western Australia, omkring 980 kilometer norr om delstatshuvudstaden Perth.
Trakten runt Channar Mine är nära nog obefolkad, med mindre än två invånare per kvadratkilometer.. Närmaste större samhälle är Paraburdoo, omkring 16 kilometer nordväst om Channar Mine.
Omgivningarna runt Channar Mine är i huvudsak ett öppet busklandskap. Genomsnittlig årsnederbörd är 410 millimeter. Den regnigaste månaden är januari, med i genomsnitt 175 mm nederbörd, och den torraste är augusti, med 1 mm nederbörd.